# المختلين السبعة
المختلين السبعة (بالإنجليزية: Seven Psychopaths)‏ هو فيلم كوميدي تم إنتاجه في المملكة المتحدة وصدر في سنة 2012. الفيلم من إخراج مارتن ماكدونا وكتابة مارتن ماكدونا.

## بطولة
- كولين فاريل
- سام روكويل
- وودي هارلسون
- كريستوفر واكن

## القصة
يتورط كاتب سيناريو دون قصد في عالم الجريمة بلوس أنجلوس، وذلك بعد قيام صديقه بيلي بخطف كلب أحد رجال عصابات المافيا.

## الميزانية والإيرادات
بلغت تكلفة إنتاج الفيلم حوالي 13.5–15 مليون دولار بينما حقق أرباحا تقدر بـ 19.4–23.4 مليون دولار.

## روابط خارجية
- المختلين السبعة على موقع IMDb (الإنجليزية)
- المختلين السبعة على موقع ميتاكريتيك (الإنجليزية)
- المختلين السبعة على موقع روتن توميتوز (الإنجليزية)
- المختلين السبعة على موقع نتفليكس (الإنجليزية)
- المختلين السبعة على موقع قاعدة بيانات الأفلام العربية
- المختلين السبعة على موقع ألو سيني (الفرنسية)
- المختلين السبعة على موقع Turner Classic Movies (الإنجليزية)
- المختلين السبعة على موقع أول موفي (الإنجليزية)
- المختلين السبعة على موقع بوكس أوفيس موجو (الإنجليزية)
- المختلين السبعة على موقع فيلمافينيتي (الإسبانية)